# Асники (Захаровский район)
Асники — село в Захаровском районе Рязанской области, входит в состав Сменовского сельского поселения.

## География
Село расположено в 17 км на восток от центра поселения посёлка совхоза «Смена», в 21 км на юго-восток от районного центра села Захарово.

## История
Село Асники почти до конца XVII века входило в качестве деревни в состав прихода в селе Воскресенка и состояло в вотчине за Казначеевскими. Отдельная церковь в селе в честь Святого Николая построена была думным дворянином Борисом Ивановичем Лихаревым в 1698 году и освящена в ноябре того же года, как значится в окладных книгах. Возобновленная в первой половине XIX века деревянная Никольская церковь имела в длину 31, в ширину 8,5 и в высоту 5 аршинов. 
В XIX — начале XX века село входило в состав Воскресенской волости Пронского уезда Рязанской губернии. В 1905 году в селе имелось 97 дворов.
С 1929 года село являлось центром Асниковского сельсовета Захаровского района Рязанского округа Московской области, с 1937 года — в составе Рязанской области, с 2005 года — в составе Сменовского сельского поселения.
Каменная церковь с каменной колокольней в селе Асники  была построена в 1896 году на средства псаломщика города Москвы Ильи Ивановича Величкина. Посильные средства внесли и прихожане села. В храме всего один престол во имя св. Николая Чудотворца. В штате церкви состояли один священник и один псаломщик. Жалование они получали с 1895 года в размере 392 рублей на всех. Другими источниками дохода служили  проценты с вкладов в банке.
Для Никольского храма была выделена земля в размере 31 десятины, доход с этой земли составлял 100 рублей в год. Дома церковнослужителей были построены на средства священнослужителей и составляли собственность священника. Церкви принадлежали: каменный дом церковно-приходской школы, крытый железом и деревянный сарай для дров.
Никольская церковь была закрыта 26 июля 1941 года по решению облисполкома, видимо в тридцатых годах прошлого века. Долгое время храм пребывал в запустении, внутреннее убранство во многом было утрачено, иконы и ценные вещи разграблены и уничтожены.
Сегодня Никольский храм вновь стал действующим, и в нём проходят богослужения. Кое-что уже сделано, но впереди ещё огромная работа по реставрации и ремонту.

## Население
| 1859 | 1897 | 1906 | 2010 | 2023 |
| ---- | ---- | ---- | ---- | ---- |
| 395  | ↗515 | ↗784 | ↘10  | ↘4   |